# Ravno Brdo
Ravno Brdo je naselje v Mestni občini Ljubljana.